# Caduveo
Caduveo (Kadiwéu) /iskvareni naziv nastao od njhovog vlastitog naziva za sebe, Cadiguegodi,/ pleme američkih Indijanaca porodice Guaycuruan, naseljeno danas u tri sela blizini planine Serra da Bodoquena i rijeka Nabileque i Aquidavão, u brazilskoj državi Mato Grosso do Sul. Caduvei su pordijeklom od starih Mbaya, jednog od glavnih Guaycuru plemena. Poznati su po tetoviranju (vidi). Populacija: 1,200 (1995 SIL).
Cauveo, kao i njihovi preci Mbaya imali su klasno društvo, a prema izvještajima koje Claude Lévi-Strauss navodi u svojoj knjizi Tristes Tropiques, u selu Nalike još je 1935. godine bilo starijih Chamacoco-robova, na koje su Caduvejci  'gledali s visine' . Plemstvo se kod Caduvejaca tetoviralo samo po licu, dok su robovi i običan puk tetovirali cijelo tijelo, a s lica su, poput Abipóna i nesrodnih Mundea, čupali sve dlake, uključujući i obrve.